# Coleophora etrusca
Coleophora etrusca là một loài bướm đêm thuộc họ Coleophoridae. Nó được tìm thấy ở Ý và Thổ Nhĩ Kỳ.
Chiều dài cánh trước khoảng 5 mm. Con trưởng thành bay vào tháng 5 and tháng 6.